# La Tour-Saint-Gelin
La Tour-Saint-Gelin is een gemeente in het Franse departement Indre-et-Loire (regio Centre-Val de Loire) en telt 534 inwoners (1999). De plaats maakt deel uit van het arrondissement Chinon.

## Geografie
De oppervlakte van La Tour-Saint-Gelin bedraagt 13,4 km², de bevolkingsdichtheid is 39,9 inwoners per km².
De onderstaande kaart toont de ligging van La Tour-Saint-Gelin met de belangrijkste infrastructuur en aangrenzende gemeenten.

## Demografie
Onderstaande figuur toont het verloop van het inwonertal (bron: INSEE-tellingen).